# Созрела дурь
«Созрела дурь» — шестой и последний альбом группы «Ноль», созданный в 1992 году, но выпущенный лишь в 2003 году.

## История
Альбом представляет собой сборник архивных студийных записей 1989—1992 годов, не вошедших в предыдущие пластинки. Причем не только «Ноля»: часть песен принадлежат перу Сергея «Сили» Селюнина из группы «Выход». Свои произведения он исполнял сам в сопровождении музыкантов «Ноля». «Созрела дурь» является вторым и последним альбомом «Ноля» с наличием обсценной лексики в песнях.
Альбом планировалось выпустить ещё в 1998 году как совместную работу обеих групп под названием «Ноль+Выход», и на пластинке должно было содержаться 19 треков. Однако релиз так и не состоялся. Пять песен — «Журавель», «Самолёт», «Мухи», «Школа жизни» и «Наш день», — вошли в переиздание альбома «Полундра» 1999 года, из оставшихся был скомпилирован диск «Созрела дурь». Первая композиция, которая даже не упоминается на некоторых изданиях, представляет собой троекратное козлиное блеяние, после которого сразу идет вторая песня — «Год козла». Песню «В саду у дяди Миши» фаны иногда называют «Я проиграл-2», потому что её основная музыкальная тема и частично аранжировка построены на основе песни «Я проиграл» из альбома «Полундра!».
Самой «старой» песней в альбоме стала «Коммунальные квартиры», взятая со сборника «Next Stop Rock’n’Roll: Laika» 1990 г., специально для которого и была записана в период с 17 по 27 октября 1989 года в ЛДМ на мобильной студии студии «Kaspar Vorbeck Mobile Studio». Звук делали голландские звукоинженеры Ян Элиассон, Ким Сагилд и Андрей Отряскин из группы «Джунгли».
Композиции «В саду у дяди Миши» и «Цветочек» были записаны в клубе «НЧ/ВЧ» (СПб) в начале 1991 года; песни «Мне не место в этом мире» и «Блуждающий биоробот #2» — в московской студии «Анис» летом 1992 года. Остальные — в Студии на Фонтанке (СПб) летом 1992 года.
В 2014 году компания «Мирумир» выпустила альбом на виниловой пластинке. Издание было отмечено новым мастерингом и ограниченным тиражом всего в 300 экземпляров.

## Список композиций
| №   | Название                   | Длительность |
| --- | -------------------------- | ------------ |
| 1.  | «* (На хрена козе баян?)»  | 0:04         |
| 2.  | «Год Козла»                | 3:03         |
| 3.  | «Безобразия»               | 4:33         |
| 4.  | «День большой осы»         | 3:29         |
| 5.  | «Самцы и самки»            | 4:36         |
| 6.  | «Пушки - в зад!»           | 5:30         |
| 7.  | «Барыня»                   | 4:49         |
| 8.  | «Я.Л.Ю.Б.Л.Ю.Т.Е.Б.Я.»     | 3:39         |
| 9.  | «Коммунальные квартиры»    | 3:55         |
| 10. | «Мне не место в этом мире» | 4:53         |
| 11. | «Блуждающий биоробот #2»   | 9:20         |
| 12. | «Кожаный соловей»          | 5:18         |
| 13. | «В саду у дяди Миши»       | 4:02         |
| 14. | «Цветочек»                 | 4:31         |

Издание альбома в 2003 году было тепло встречена критикой, часть из которых отметили своеобразный «кумулятивный эффект» возникающий от совместной работы таких музыкантов как Фёдор Чистяков и Сергей Селюнин.

## Участники записи
- Фёдор Чистяков — баян, вокал (6-13), клавишные (6)
- Сергей «СиЛя» Селюнин — вокал (2-5), гитара (2-5)
- Дмитрий «Монстр» Гусаков — бас-гитара (кроме 7)
- Алексей Николаев — барабаны, балалайка (13)

Приглашённые музыканты:
- Дмитрий Благовещенский — бас-гитара (7)
- Николай Фомин — эл.гитара (7)